# The Soup Dragons
The Soup Dragons est un groupe de pop indépendante britannique, originaire de Bellshill, dans le North Lanarkshire, en Écosse. Il est actif du milieu des années 1986 à 1995. The Soup Dragons apparaît avec la vague noisy-pop de 1986 et figure sur la compilation C86. Le groupe était centré sur la personnalité de Sean Dickson (chant, guitare). Les débuts des Soup Dragons, sur le 12" Hang Ten, sont résolument dans le style noisy-pop, mais rapidement Dickson fait évoluer leur son ensuite vers un style pop. Ils se feront connaitre du grand public en 1990 avec une reprise des Rolling Stones dans le style madchester, I'm Free.

## Biographie
The Soup Dragons se forment à Bellshill, une ville près de Motherwell, en 1985. La formation comprend Sean Dickson (chant, guitare solo), Jim McCulloch (guitare, second chant) qui a remplacé Ian Whitehall, et Sushil K. Dade (basse). Leur premier batteur, Ross A. Sinclair, quitte le groupe après la sortie de leur premier album, This Is Our Art, pour se consacrer à l'art, et est remplacé par Paul Quinn. La plupart de leurs morceaux sont écrits par Sean Dickson.
Le groupe enregistre sa première cassette démo, You Have Some Too, après avoir joué quelques concerts locaux, et est suivi par un single flexi disc, If You Were the Only Girl in the World.
Le groupe signe avec le label The Subway Organization au début de 1986, et publie l'EP The Sun in the Sky, qui est dans la veine du pop punk à la Buzzcocks. Leur succès se fait sentir avec la sortie de leur deuxième single chez Subway, Whole Wide World qui atteindra la deuxième place de l'UK Independent Chart en 1986. Dickson et McCulloch sont félicités par BMX Bandits à cette période. Le groupe est signé au label Raw TV de l'ex-co-manager de Wham!, Jazz Summers, et publie d'autres hits (et quelques petits succès qui ont atteint l'UK Singles Chart) en 1987 et 1988,. Au long de six singles, ils développent un style rock plus axé sur la guitare, qui culmine dans leur premier album, This Is Our Art, désormais signé chez la major Sire Records.
The Soup Dragons se séparent en 1995. Paul Quinn se joint à Teenage Fanclub. Sushil K. Dade forme le groupe de post rock expérimental Future Pilot A.K.A. et est producteur pour la BBC Radio 3. Sean Dickson forme The High Fidelity et devient DJ sous le nom de HiFi Sean. Jim McCulloch se joint au groupe Superstar, écrit et enregistre avec Isobel Campbell, et forme le groupe folk Snowgoose. Ross A. Sinclair jouit du succès dans l'art, remportant un nombre de prix à l'international, et s'inscrit à la Glasgow School of Art. Il est toujours actif dans la scène musicale.

## Discographie

### Albums studio
- 1988 : This Is Our Art
- 1990 : Lovegod
- 1992 : Hotwired
- 1995 : Hydrophonic

### EP
- 1986 : Hang-Ten (Raw TV)
- 2012 : 20 Golden Greats (compilation)[8]